# Оркестровый поп
Оркестровый поп или оркестровая поп-музыка (англ. orchestral pop) — поп-музыка, которая была аранжирована и исполнена симфоническим оркестром. Оркестровый поп-рок — ответвление оркестрового попа, представляющее собой эклектичную смесь симфонических, поп- и рок-элементов. Примером такого стиля можно было бы назвать музыкального исполнителя Даниэля Монте.

## История
В 1960-х годах поп-музыка на радио и в американском и британском кино отошла от изысканного стиля Tin Pan Alley к более эксцентричному написанию песен и включала пропитанную реверберацией рок-гитару, симфонические струнные и рожки, исполняемые группами правильно аранжированных и отрепетированных студийных музыкантов. Многие поп-аранжировщики и продюсеры использовали оркестровую поп-музыку в релизах своих артистов, в том числе Джордж Мартин и его струнные аранжировки с The Beatles, а также Джон Барри за его партитуры к фильмам о Джеймсе Бонде. Также в 1960-х годах был сделан ряд оркестровых настроек для песен, написанных The Beatles, в том числе симфонические выступления оркестров в «Yesterday». Некоторые симфонии были специально созданы для исполнения преимущественно поп-музыки, например, Boston Pops Orchestra. Ник Перито был одним из самых выдающихся аранжировщиков, композиторов и дирижёров оркестровой поп-музыки.
По словам Криса Никсона, «жизненно важная оркестровая поп-музыка 1966 года» была «сложной, а не скучной, лёгкой для прослушивания». Журнал Spin называет Берта Бакарака и Брайана Уилсона из The Beach Boys «богами» оркестровой поп-музыки. По мнению Никсона, «вершиной» оркестрового попа был певец Скотт Уокер, объяснив это тем, что «в свой самый плодотворный период, 1967-70 годы, он создал множество работ, которые были, по-своему, такими же революционными, как у The Beatles. Он довёл идеи Генри Манчини и Бакарака до их логического завершения, по сути, переосмыслив концепцию оркестровой поп-музыки».
В XXI веке немногие артисты исследуют этот жанр, наиболее заметной из которых является английская супергруппа The Last Shadow Puppets, созданная фронтменом Arctic Monkeys Алексом Тёрнером и сольным исполнителем Майлзом Кейном.

## Орк-поп
Орк-поп — это движение 1990-х годов, получившее своё название от оркестрового попа.